# Anne-Lise Touya
Anne-Lise Touya (Tarbes, 19 gennaio 1981) è un'ex schermitrice francese, vincitrice di quattro medaglie d'oro, una d'argento e tre di bronzo ai campionati mondiali di scherma.
Proviene da una famiglia di sportivi. Il padre è stato vice presidente della Fédération française d'escrime, ed è la sorella di Damien Touya e di Gaël Touya.

## Palmarès
In carriera ha conseguito i seguenti risultati:
- Mondiali di scherma

Seoul 1999: argento nella sciabola a squadre.
Budapest 2000: bronzo nella sciabola individuale e a squadre.
Nimes 2001: oro nella sciabola individuale.
New York 2004: bronzo nella sciabola a squadre.
Lipsia 2005: oro nella sciabola individuale.
Torino 2006: oro nella sciabola a squadre.
San Pietroburgo 2007: oro nella sciabola a squadre.
- Europei di scherma

Funchal 2000: oro nella sciabola individuale ed argento a squadre.
Bourges 2003: argento nella sciabola a squadre.
Zalaegerszeg 2005: oro nella sciabola a squadre.
Smirne 2006: bronzo nella sciabola a squadre.
Gand 2007: oro nella sciabola a squadre.
Kiev 2008: bronzo nella sciabola a squadre.